# Parabunothorax rubripennis
Parabunothorax rubripennis là một loài bọ cánh cứng trong họ Cerambycidae.